# テカングループ
テカングループ（英: Tecan Group Ltd.）は、ラボラトリーを顧客として臨床診断機器やバイオ医薬品などの開発・製造およびソリューションを提供するライフサイエンス企業。スイス・チューリッヒ州のメンネドルフに本拠を置き、世界50か国以上に販売網を有する。日本法人はテカンジャパン株式会社。スイス証券取引所上場企業（SIX: TECN）。

## 沿革
1980年、チューリッヒ湖畔の小さな村であるホンブレヒティコンにてハインツ・アププラナルプ（Heinz Abplanalp）を中心に設立された。社名はドイツ語のTechnische Analysegeräte（Technical Analysis Equipment）の略から採られた。創業当初は村に点在する納屋や倉庫を利用して液体分注技術・リキッドハンドリングの開発を行っていたが、1982年にアメリカ合衆国に現地法人および製造拠点を開設、1986年にシンガポールにオフィスを開設、1987年に株式公開企業になると共にアメリカのOEM企業Cavro Scientific Instruments, Inc.を買収、ロボット工学分野での事業強化が進められた。1992年に日本に進出、1999年にはアメリカのアボット・ラボラトリーズと戦略的パートナーシップを締結、2001年に本社をメンネドルフに移した。
2014年にドイツの診断機器メーカーのIBL International GmbHを、2018年にアメリカ・カリフォルニア州に拠点を置き次世代シーケンシング・ゲノムサンプル調製用試薬のキットメーカーであるNuGEN Technologies, Inc.をそれぞれ買収した。
グループの研究開発拠点はスイス・ドイツ・オーストリアおよびアメリカにある。売上では北米とヨーロッパが各4割、アジア太平洋が2割弱となっている。

## 日本法人
日本法人のテカンジャパン株式会社（Tecan Japan Co., Ltd.）は、1992年に東京都府中市で設立され、2005年以降は神奈川県川崎市（川崎テックセンター）にオフィスを持つ。自動分注ロボットやマイクロプレートリーダーなど臨床検査ラボ向け医療機器の輸入・販売を行うと共に、体外診断用医療機器などへのOEM事業もあわせて行っている。